# 相馬絵美
相馬 絵美（そうま えみ、本名：林 絵美、1986年3月22日 - ）は青森県出身のファッションモデル、女優、タレント。
趣味は映画鑑賞、読書、音楽鑑賞。特技はジョギング、イラスト、日本舞踊。夫は作曲家の林ゆうき。

## 略歴
青森で高校時代までを過ごし、青森県立青森東高等学校卒業後、18歳で大学進学のため上京。大学生活中に読者モデルや美容室のカットモデルなどを経験するも、大学3年から就職活動を開始。その後ソフトバンク株式会社に入社。固定電話回線の法人営業を担当。
ソフトバンクを退社し、モデル事務所ヴィタールモデルズに所属。芸能活動をスタートさせる。演技の道を志し、パワーピットに移籍。現在は、モデル、MC、女優として幅広い活動を行っている。また、ユーストリウム番組coconextにてメインMCを務めている。

## 人物
- 飼い犬はペキニーズのメス、クロエ。犬とのペアルックTシャツをデザインした。
- 特技はイラストを描くこと。見た人の似顔絵を3分以内で描くことができる。
- アニメや漫画好き。特に好きな作品は新世紀エヴァンゲリオン。

## 出演

### テレビドラマ
- リバウンド（2011年、日本テレビ）
- 毒姫とわたし 第5話（2011年、フジテレビ）モデル美女 役
- BOSS（2011年、フジテレビ）
- 江〜姫たちの戦国〜（2011年、NHK大河ドラマ）細川忠興側室 役
- 僕とスターの99日（2011年、フジテレビ）雑誌表紙モデル 役
- 東京駅お忘れ物預り所5（2012年、テレビ朝日）ホステス 役
- 拘置所の女医2（2013年、テレビ朝日）選挙キャンペーンガール 役
- おトメさん（2013年、テレビ朝日）黒木瞳青年期 役
- DOCTORS2〜最強の名医〜（2013年、テレビ朝日）美人店員 役
- ファースト・クラス（2014年、フジテレビ）雑誌モデル 役
- ラスト・ドクター〜監察医アキタの検死報告〜 第4話（2014年、テレビ東京）白井睦美 役
- アオイホノオ 第5話（2014年、テレビ東京）エイドリアン 役
- 逆転報道の女4（2014年、朝日放送）
- 怪奇恋愛作戦 第5話（2015年、テレビ東京）被害者役の女 役
- 99.9-刑事専門弁護士- 最終話（2016年6月19日、TBS）中田麻里 役

### その他テレビ番組
- R30（TBS)
- ホリさまぁ〜ず（TBS)
- 中居正広の金曜日のスマたちへ（TBS）
  - 2011年 - 海パンカメラマン再現
  - 2013年 - 半沢直樹再現
  - 2014年 - 西川史子再現
- 解決!ナイナイアンサー（2014年、日本テレビ）ハリセンボン箕輪はるか再現
- 痛快TVスカッとジャパン（2014年、フジテレビ）無責任ギャルママ・西山智子 役

### Web番組
- coconext（2013年 - ）メインMC
- メディシネマ「ゴール」（2014年）看護師 役
- セブンプレミアム公式プレミアムライフ向上委員会  食レポーター

### 映画
- 探偵はBARにいる（2011年）秘書 役
- 激写!カジレナ熱愛中!
- 溝鼠（2014年）みさと 役
- メテ乙女（2014年）ちか 役
- 絢爛たる母性（2014年）宇津木波江 役
- 電車を止めるな! (2020年) 音無京子 役
- 12人のイカれたワークショップ（2021年）

### CM
- Disney モバイル
- 富士通PRIME
- NTT ドコモ堀北真希編　ヨガ講師 役
- ゼリア製薬コンドロイチン
- サントリーハイボール
- HONDA　ディーラー嬢役
- 花王アジエンス
- パチンコオーパス（2011年）
- BIGくじ（2011年）
- ポッカサッポロキレートレモン（2012年）忽那汐里ヨガ仲間 役
- アクサダイレクト自動車保険（2012年）女性顧客 役
- 岡三証券（2013年）

### 広告
- エルペインコーワ（2013年）駅構内ポスター、中吊り広告
- いわき市観光協会PR映像（2013年）

### 舞台
- 時空警察ヴェッカーχ ノエルサンドレ（2011年）羽佐間美咲 役
- 映画「ソウルフラワートレイン」舞台挨拶（2014年）MC

### DVD
- ラブプレイス「HONEY TRAP〜試された絆〜君が教えてくれたコト」（2014年）河北あゆな 役

### 雑誌
- TOKYO1週間（講談社）
- bea's up（スタンダードマガジン）

### 写真集
- 108AOMORI GIRL（2014年）

### その他
- ファンケルオイルクレンジング（スチール）
- KOJI 本舗50 周年記者発表メイクモデル
- マルイネットカタログ
- Visaliaウェブ通販モデル
- Tokyo Fashion Collection（2014年、横浜BLITZ）ファッションショーモデル